# Слободка (приток Юга)
Слободка — река в России, протекает в Кичменгско-Городецком районе Вологодской области. Устье реки находится в 199 км по правому берегу реки Юг. Длина реки составляет 39 км.
Исток реки находится на Северных Увалах в урочище Хомяков Починок в 14 км к юго-востоку от деревни Плоская. В верхнем течении течёт на северо-восток, в среднем и нижнем — на север. В верхнем течении течёт по ненаселённому холмистому лесному массиву, в среднем протекает покинутую деревню Минин Дор, в нижнем течении на реке стоят деревни Шеломец, Малое Сирино, Большое Сирино, Чешковщина, Рыбино, Ширяево. В среднем течении ширина реки около 10 м, скорость течения — 0,4 м/с. Притоки — Бугра, Маркова, Студеница, Двинкова (левые); Михайловка, Кислая (правые). Впадает в Юг в селе Слободка.

## Данные водного реестра
По данным государственного водного реестра России и геоинформационной системы водохозяйственного районирования территории РФ, подготовленной Федеральным агентством водных ресурсов:
- Бассейновый округ — Двинско-Печорский
- Речной бассейн — Северная Двина
- Речной подбассейн — Малая Северная Двина
- Водохозяйственный участок — Юг
- Код водного объекта — 03020100212103000011009